# アンナ・ゼーガース
アンナ・ゼーガース（Anna Seghers, 1900年11月19日 - 1983年6月1日）は、ドイツの小説家である。本名はネティ・ラドヴァーニ (Netty Radványi)、旧姓ライリング (Reiling)。メキシコ亡命の後、東ドイツで活動した。代表作に『第七の十字架』『死者はいつまでも若い』など。

## 経歴

### 前半生
マインツの裕福な古美術商イージドーア・ライリング (Isidor Reiling) と妻のヘートヴィヒ (Hedwig) の一人っ子として出生。両親ともに宗教はユダヤ教正統派。文学好きの母の影響で、幼少時には病気がちだったこともありドイツやロシアの古典文学を読んで育ち、トルストイに心酔した。
1907年より個人塾へ通い始め、1910年に高等女学校へ進学。1920年、アビトゥーアに合格しハイデルベルク大学に進学して美術史・社会学・中国学を専攻し、マルクス主義、社会主義にも関心を深めた。1924年「レンブラントの作品中のユダヤ人とユダヤ教」Jude und Judentum im Werk Rembrandts という論文にて博士号取得。
1925年、学生時代に知り合った亡命ハンガリー人の社会学者ラースロー・ラドヴァーニ (László Radványi) と結婚してベルリンへ移り、作家活動を開始。1926年、長男ピエール (Pierre) を出産。1927年に小説「グルーベチュ」を「ゼーガース」という苗字だけのペンネームにて、『フランクフルト新聞』に発表。ペンネームから筆者の性別が特定できなかったため、作品を読んだ批評家からは男性作家の手によるものと推測された。「ゼーガース」というペンネームはオランダの画家ヘルクレス・セーヘルス (Hercules Segers) に由来し、「アンナ・ゼーガース」というのは初期の短編小説に登場する少女の名前でもある。
1928年、長女ルート (Ruth) を出産。同年、『聖バルバラの漁民一揆』を「アンナ・ゼーガース」のペンネームで発表。この最初の単行本がハンス・ヘニー・ヤーンの評価を受けてクライスト賞 (Kleist-Preis) 受賞。1928年、ドイツ共産党に入党。この時期に書かれた「アメリカ大使館への道で」は、1927年のサッコ・ヴァンゼッティ事件での処刑に抗議して、パリのアメリカ大使館に押し寄せるデモ隊を描いている。翌年にはドイツ・プロレタリア革命作家同盟に参加、1930年にドイツ代表団として、ハリコフで行われた第2回国際作家会議（いわゆるハリコフ会議）に出席し、初めてソビエト連邦を訪れた。

### 亡命時代

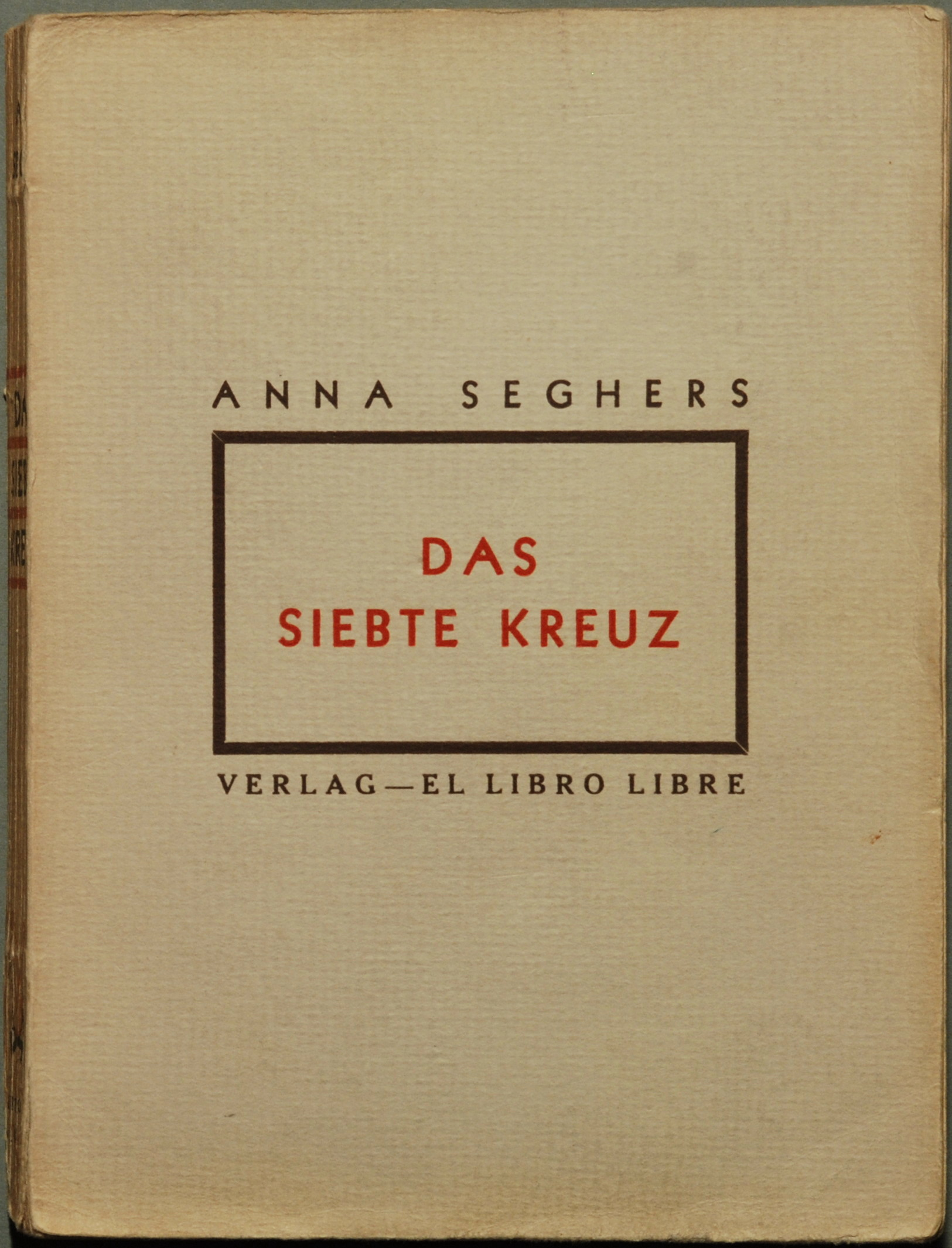
メキシコで出版された『第七の十字架』(1942)表紙

1932年に書かれた『道連れたち』は、これまで友人たちから聞いていたことを元にした、1919年から1929年にかけてポーランド、ハンガリー、ブルガリアでの鎮圧された革命運動家の物語だった。1933年にナチスが政権を取ると、『道連れたち』は発禁になり、ゼーガースもゲシュタポに逮捕されたが、結婚してハンガリー国籍であったため、ほどなく釈放された。この年、ドイツを去りスイスへ、後に家族と合流しフランスへ移った。1933年からはプラハで発行されていた月刊誌『ノイエ・ドイチェ・ブレッター(der Neuen Deutschen Blätter)』の編集発行者の一人となる。
1934年にオーストリアのドルフス政権への労働者の蜂起（2月内乱）が鎮圧されると、ウィーンを訪ねて裁判の傍聴などをし、ルポルタージュ風短編「コロマン・ヴァリシュの最後の道」や、『2月を通る道』を書いた。またモスクワに亡命中のエルヴィン・ピスカトールにより『聖バルバラの漁民一揆』が映画化された。1935年にはパリで開かれた第1回文化擁護国際作家会議で演説する。1936年にはスペインを訪問し、マドリードで開かれた文化擁護国際作家会議に出席、またここでアレッサンドロ・マンゾーニ『いいなづけ』を知り、一つの出来事から国民全体の構造を展開するという作風に影響を受けた。1938-39年にはモスクワ亡命中のジェルジ・ルカーチとリアリズム論をめぐっての往復書簡を発表。
パリ滞在中の1937-39年に、1933年にマインツに近い強制収用所で実際に起きた脱走事件から題材をとった『'第七の十字架』を執筆、ヨハネス・R・ベッヒャーの推薦を受けてモスクワの『国際文学』誌に一部掲載するが、独ソ不可侵条約が結ばれたことにより残りの発表はできなくなった。
1940年にドイツ軍のパリ侵攻が始まると、夫ラスロはフランス南部に観察拘留され、ゼーガースもドイツ軍を避けてピレネー山脈の麓のパミエに移った。ここで夫の解放や出国の手続きに奔走し、この時の体験を『トランジット』に描いた。1940年にナチスの勢力がフランスに及んでくると、さらなる亡命先を求めてパリ近郊を去りマルセイユへ移り、アメリカ在住の友人の援助もあって1941年に出国した。しかし西インド諸島のマルティニクで足止めされ、アメリカではコミュニストとしてFBIに監視されていたために上陸を許されず、アッパー・ニューヨーク湾のエリス島に収容され、キューバを経由してメキシコに亡命する。メキシコでは、ドイツからの亡命者であるルートヴィヒ・レンらとともに、自由ドイツ運動を起こし、同名の雑誌を発行、反ナチ出版活動の拠点となった。

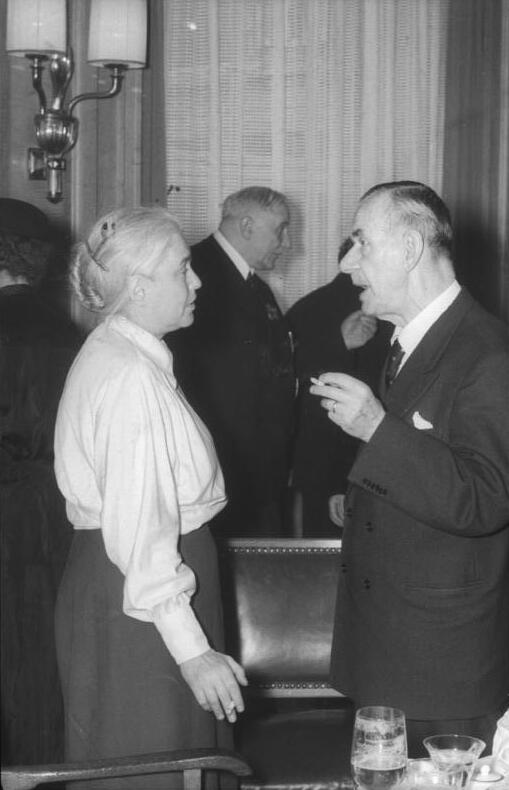
ワイマールのドイツ国民劇場での式典の後トーマス・マンとともに(1955年)

『第七の十字架』の原稿はフランス在時に4部作成したが、そのうち3部は失われて、アメリカに渡った出版関係者に預けた原稿だけが生き残り、1942年にレマルクの推薦文が付されて一部短縮した英語版がアメリカで出版された。これは「ブック・オブ・ザ・マンス」ブッククラブの推薦図書になってベストセラーとなる。続いて自由ドイツ運動を拠点にしてドイツから中米地域に亡命していた作家たちが作っていた亡命出版社「エル・リブロ・リブレ」からドイツ語版が出版され、その後多くの言語への翻訳が行われた。さらにアメリカの『デイリー・ミラー』紙などで漫画版が連載され、作画はレンベルク生まれでドイツから移住していた画家ウィリアム・シャープが担当した。1944年には映画化され、さらにヨーロッパ戦線に向かう兵士がドイツの国内事情を知るために軍用ポケット版も作成された。

### 帰国、東ドイツへ
戦後1947年、アメリカ合衆国、スウェーデンを経てドイツへ帰国、この間に父は1940年にマインツで死去、母はポーランドのピアスキ強制収用所で1942年に殺害されていた。先にベルリンに戻っていたベルトルト・ブレヒト夫妻の元に身を寄せた後、西ベルリンに居を構えた。同年、ゲオルク・ビューヒナー賞を受賞。10月に第1回ドイツ作家会議で、「作家と精神と自由」と題する講演を行う。1919年から1945年までのドイツの社会の動きを捉えた、メキシコ亡命中から執筆していた『死者はいつまでも若い』を完成させ、1949年に公刊。1950年、東ベルリンへ移った。1951年、ドイツ民主共和国国民賞 (Nationalpreis der DDR) を受賞。同年、中国を訪問。1951-53年に東ドイツで全8巻の全集が刊行される。1952年、ドイツ民主共和国作家連盟 (Schriftstellerverbandes der DDR) の会長に就任。1955年、現在のアンナ・ゼーガース記念館のあるアパートへ移った。ドイツではアメリカ軍によって映画『第七の十字架』は占領軍への抵抗につながることを恐れて上映禁止にされており、東ドイツでは1954年、西ドイツでは1972年まで続いた。小説版『第七の十字架』は東ドイツでは1950年頃には広く読まれるようになったが、西ドイツでは「68年世代」が現れて以降に徐々に読まれるようになった。

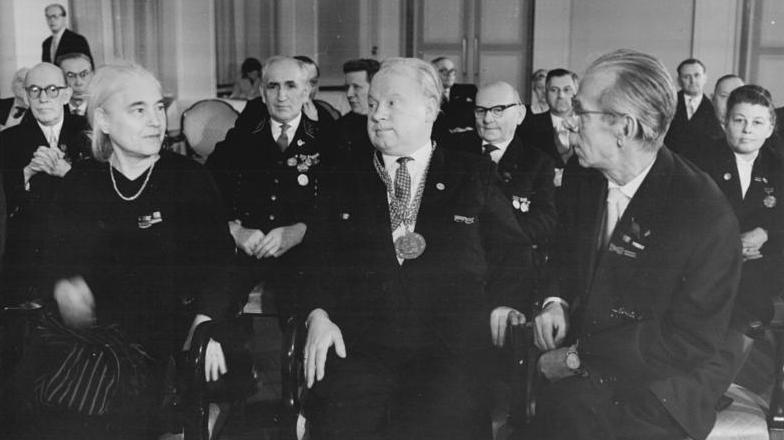
1960年愛国功序章金賞受賞時、オットー・ナーゲルらとともに

1959年に発表された『決断』では、1947年から1951年までの多くの人物の登場する大作で、「東ドイツ創設期の社会断面図が提示されている」。かつて滞在した西インド諸島とその歴史に関心を持ち、1948年から61年にかけて『ハイチの宴』『グアドループにおける奴隷制再導入について』『絞首台に照る光』の三部作を執筆。ハンガリー動乱時においてルカーチ・ジェルジュの救出を試みて失敗したアウフバウ社のヴァルター・ヤンカが1957年に反革命罪で告発された時には、ドイツ社会主義統一党の第一書記ヴァルター・ウルブリヒトに直接抗議を行ったが拒絶され、夫の身にも危険があったためにそれ以上の擁護はできなかった。没後に発見された「正義の判事」という短編は、権力の手先として働くことに抵抗する若い判事を描いたもので、このヤンカ裁判におけるアンナの苦悩を表していると考えられており、2000年にドイツで映画化された。
1961年、ブラジルを訪問。この時の滞在を元に『渡航-ある恋の物語』（発表は1971年）を執筆。1978年に夫のラースローが死去し、その後はタンザニアでの支援活動を行う。1983年6月1日に死去。芸術アカデミーにて国民葬が行われ、ラースローやブレヒトも眠るベルリン中央部の市立ドローテン墓地に葬られた。

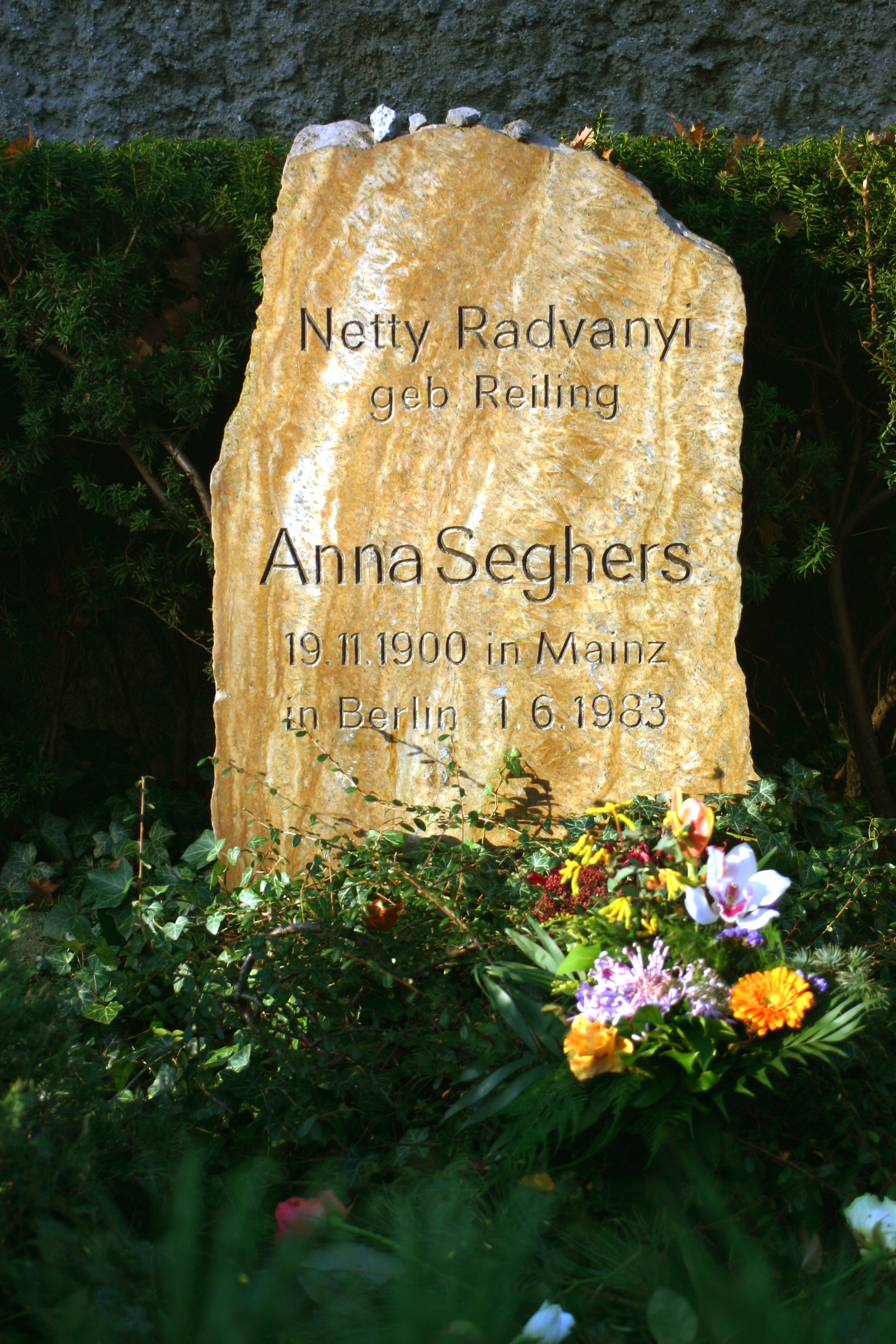
ゼーガースの墓

1977年にマインツ大学の名誉作家称号授与、1981年にマインツの名誉市民になった。1986年にはドイツ語圏とラテンアメリカの文学を対象としたアンナ・ゼーガース賞が、アンナ・ゼーガース財団により制定された。
ベルリンの住居は記念館として公開されており、マインツの生家も公的に保存されている。ハンス・ヴェルナー・ヘンツェ交響曲第九番(1997)では『第七の十字架』が作品化されている。

## 作品

### 作品リスト
- Tagebuch. 1924/1925（没後発見され、2003年に刊行）
- Die Legende von der Reue des Bischofs Jehan d’Aigremont von St. Anne in Rouen. 1924年（没後発見され、2003年に刊行）
- Die Toten auf der Insel Djal. 1924年
- Jans muß sterben. 1925年（没後発見され、2000年に刊行）
- 『聖バルバラの漁民一揆』Aufstand der Fischer von St. Barbara. 1928年
- 『アメリカ大使館への道で、その他』Auf dem Wege zur amerikanischen Botschaft und andere Erzählungen. 1930年（短編集、Grubetsch, Die Ziegler, Bauern von Hruschowo)
- 『道連れたち』Die Gefährten. 1932年
- 『首に賭けられた賞金』Der Kopflohn’’. 1933年
- Der letzte Weg des Koloman Wallisch. 1934年
- 『2月を通る道』Der Weg durch den Februar. 1935年
- 『1431年ルーアンにおけるジャンヌ・ダルクの審理』Der Prozess der Jeanne d’Arc zu Rouen 1431. 1936年（ラジオドラマ）
- 『救出』Die Rettung. 1937年
- Die schönsten Sagen vom Räuber Woynok, Sagen von Artemis. 1938年
- Das Obdach. 1941年
- 『第七の十字架』Das siebte Kreuz. メキシコ、1942年
- 『死んだ少女たちの遠足』Der Ausflug der toten Mädchen. 1943年
- 『トランジット』Transit. 1944年
- Das Ende. 1945年
- Die drei Bäume. 1946年
- Post ins Gelobte Land. 1946年
- Die Saboteure. 1946年
- Die Feier. Dramenfragment. 1947年
- Sowjetmenschen. Lebensbeschreibungen nach ihren Berichten. 1948年
- Das Argonautenschiff. 1948年
- 『グアドループにおける奴隷制再導入について』Wiedereinführung der Sklaverei in Guadeloupe.1948年
- 『死者はいつまでも若い』Die Toten bleiben jung. 1949年
- 『ハイチの宴』Die Hochzeit von Haiti. 1949年
- Die Linie. 1950年
- Der Kesselflicker. 1950年
- Crisanta. 1951年
- Die Kinder. 1951年
- Der Mann und sein Name. 1952年
- 『蜂の巣箱』Der Bienenstock. 1953年（短編集、全3巻）
- Gedanken zur DDR. 1954年
- 『パンと塩』Brot und Salz. 1958年（短編集）
- 『決断』Die Entscheidung. 1959年
- 『絞首台に照る光』Das Licht auf dem Galgen. 1961年
- 『トルストイとドストエフスキー』Über Tolstoi. Über Dostojewski. 1963年（エッセイ集）
- 『弱者の力』Die Kraft der Schwachen. 1965年（短編集、Agathe Schweigert, Der Führer, Der Prophet, Das Schilfrohr, Wiedersehen, Das Duell, Susi, Tuomas beschenkt die Halbinsel Sorsa, Die Heimkehr des verlorenen Volkes)
- 「ほんとうの青色」Das wirkliche Blau. 1967年
- 『信頼』Das Vertrauen. 1968年
- Glauben an Irdisches. 1969年
- Briefe an Leser. 1970年
- Über Kunstwerk und Wirklichkeit. 1970年
- 『渡航-ある恋の物語』Überfahrt, Eine Liebesgeschichte. 1971年
- 『奇妙な出会い』Sonderbare Begegnungen. 1972年（短編集、Sagen von Unirdischen, Der Treffpunkt, Die Reisebegegnung）
- Steinzeit, Wiederbegegnung. 1977年
- Drei Frauen aus Haiti. 1980年
- 「正義の判事」Der gerechte Richter. 1990年 (1957年執筆）
- Mit einer Flügeltür ins Freie fliegen. 2019年（未発表の手紙やアヒム・ロッシャーとの対談集）

### 日本語訳
- 『聖バルバラの漁民一揆』（Aufstand der Fischer von St. Barbara,1928年） 道家忠道訳、集英社 1965年
- 『第七の十字架』山下肇, 新村浩共訳. 筑摩書房, 1952年、岩波文庫 2018年
- 『トランジット』（Trandit, 1944年）、藤本淳雄訳、中央公論社『新集 世界の文学 42 ゼーガース ノサック』1971年
- 『死んだ少女たちの遠足』 Der Ausflug der toten Mädchen（1946年）上小沢敏博訳、朝日出版社 1964年

長橋芙美子訳　世界文学全集 94 (ゼーガス,A.ツヴァイク,ブレヒト) 講談社、1976年
- 『死者はいつまでも若い』 Die Toten bleiben jung 北通文等訳（1949年）白水社、1953年
- 『決断』 Die Entscheidung（1958年）道家忠道, 北通文, 新村浩共訳. 三一書房, 1960年
- ほんとうの青色 Das wirkliche Blau（1967年）ワイマル友の会東海支部
- 『トルストイとドストエフスキー』伊東勉訳. 未来社, 1966年
- 『ハイチの宴』初見昇訳. 新泉社, 1970年
- 『奇妙な出会い』新村浩 [ほか]訳. 明星大学出版部, 1983年

約束の場所 Der Treffpunkt（1971年）
- 『ハイチの物語』新村浩, 初見昇, 井上正篤訳 明星大学出版部, 1984年
- 『グルーベチュ アンナ・ゼーガース作品集』河野富士夫、松本ヒロ子、貫橋宣夫、河野正子共訳. 同学社, 1996年

石器時代 Steinzeit（1975年）

## 原作作品

### 映画・映像化
- 『漁民一揆』Der Aufstand der Fischer、ソ連、1934年 エルヴィン・ピスカトール監督
- 『第七の十字架』Das siebte Kreuz、アメリカ、1944年、フレッド・ジンネマン監督
- 『死者はいつまでも若い』Die Toten bleiben jung、東ドイツ、1968年、Joachim Kunert監督
- Das Duell、1969年、Joachim Kunert監督
- Aus unserer Zeit (Episode 2)、東ドイツ、1970年、Joachim Kunert監督（原作Die Kraft der Schwachen）
- Die große Reise der Agathe Schweigert、東ドイツ、1972年、Joachim Kunert監督（原作Agathe Schweigert）
- Das Schilfrohr、東ドイツ、1974年、Joachim Kunert監督（原作Das Schilfrohr）
- Das Licht auf dem Galgen、 東ドイツ、1976年、Helmut Nitzschke監督
- Die Tochter der Delegierten、1977年、Wojciech Fiwek監督
- Das Obdach、1981年、Ursula Schmenger, Hannes Wlasinger監督（テレビドラマ）
- Der Mann und sein Name、1983年、Vera Loebner監督
- Die Überfahrt、1984年、Fritz Bornemann監督
- Das wirkliche Blau、1986年、Christa Mühl監督
- Der Aufstand der Fischer von St. Barbara、1988年、Thomas Langhoff監督
- 『正義の判事』Der gerechte Richter、2000年、Torsten C. Fischer監督
- 『未来を乗り換えた男』Transit、 ドイツ・フランス合作、2018年、クリスティアン・ペッツォルト監督。原作は『トランジット（ドイツ語版）』。
  - 物語の舞台をドイツ占領下のフランスに据え置く一方で、時代を架空の現代に移し替え、亡命者たちの期待と不安を、2010年代の難民の姿とも重ね合わせながら描いている[5]。

### ラジオドラマ
- 『1431年ルーアンにおけるジャンヌ・ダルクの審理』Der Prozess der Jeanne d’Arc zu Rouen 1431、ドイツ放送局、1950年、Herwart Grosse監督
- 『第七の十字架』Das siebte Kreuz、DDRラジオ放送局、1955年、Hedda Zinner監督

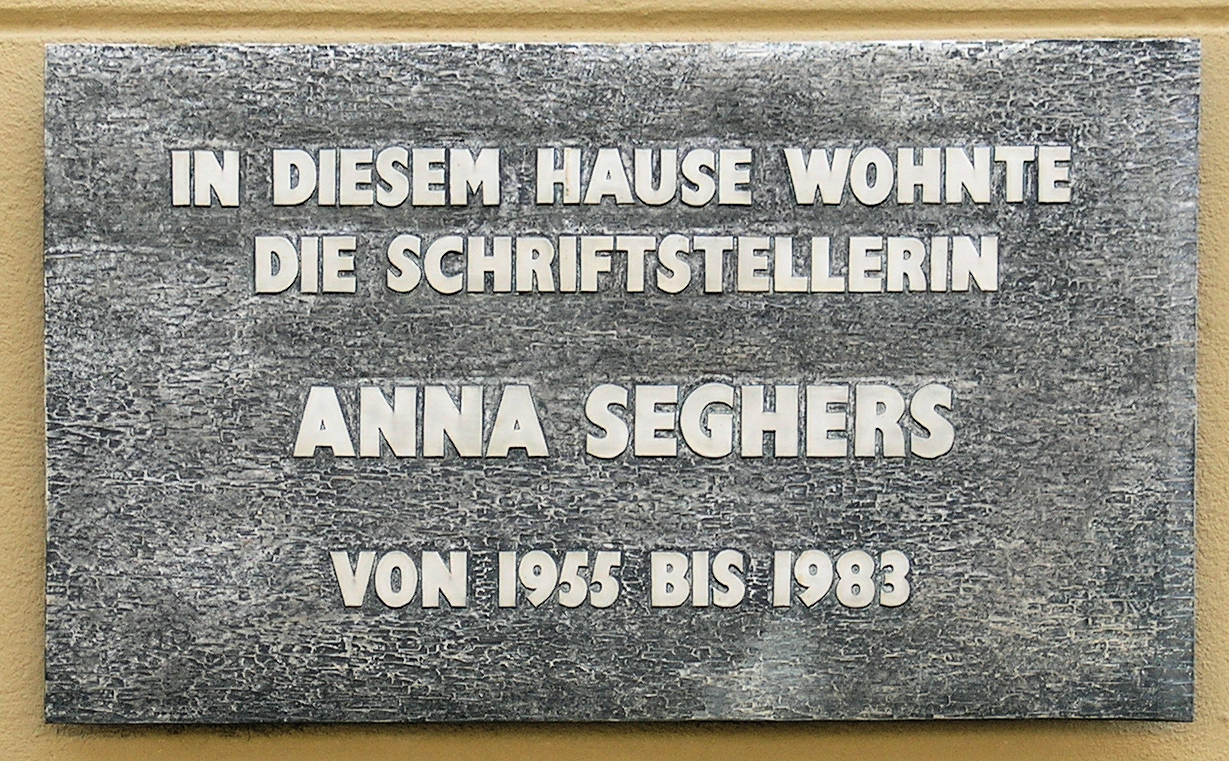
ベルリン・アドラーショフ地区アンナ・ゼーガース通りの記念碑

## 受賞・顕彰
- 1928年 クライスト賞
- 1947年 ゲオルク・ビューヒナー賞
- 1951年 スターリン平和賞
- 1951,59,71年 ドイツ民主共和国国民賞
- 1954年 愛国功序章銀賞
- 1958年 ドイツ平和勲章
- 1959年 イェーナ大学名誉博士
- 1960年 愛国功序章金賞
- 1961年 ヨハネス・ベッヒャー・メダル
- 1965,69,74年 カール・マルクス勲章
- 1970年 労働赤旗勲章
- 1970年 国民友好勲章
- 1975年 最高国民友好勲章
- 1975年 世界平和評議会文化賞
- 1975年 ベルリン名誉市民（東ベルリン）
- 1978年 ドイツ作家連盟名誉会長
- 1980年 労働者英雄
- 1981年 マインツ名誉市民
- シュテンダール市立図書館は1984年に「アンナ・ゼーガース図書館」と命名された。

## 文献
- Frank Wagner, Ursula Emmerich, Ruth Radvanyi, ANNA SEGHERS Eine Biographie in Bildern, Aufbau Verlag, 2000. ISBN 3-351-02201-8
- Sonja Hilzinger, ANNA SEGHERS, Rechlam, 2000. ISBN 3-15-017623-9
- Pierre Radvanyi, Jensaits des Stroms, Erinnerungen an meine Mutter Anna Seghers, Aufbau Verlag, 2005. ISBN 3-351-02593-9